# Файзуллин, Фаниль Саитович
Фани́ль Саи́тович Файзу́ллин (род. 20 мая 1942 года в д. Ново-Карашиды Уфимского района БАССР) — советский и российский философ, социолог. Доктор философских наук, профессор, академик АН РБ. Заслуженный деятель науки Башкирской АССР (1985), заслуженный работник высшей школы Российской Федерации (2003)

## Биография
После окончания в 1966 году филологического факультета Башкирского государственного университета (ныне Уфимский университет науки и технологий) работал заместителем директора Турбаслинской средней школы Иглинского района, с 1967 — преподавателем профессионально-технического училища № 10 г. Уфы. С 1969 в Уфимском государственном авиационном техническом университете (ныне Уфимский университет науки и технологий): в 1984—2002 годах декан факультета гуманитарного образования, с 1985 года заведующий кафедрой философии.  Руководитель социологической лаборатории УГАТУ (с 1989).
В 1972 году в Саратовском государственном университете имени Н. Г. Чернышевского защитил диссертацию на соискание учёной степени кандидата философских наук по теме «Городской образ жизни как объект регулирования».
В 1983 году защитил диссертацию на соискание учёной степени доктора философских наук по теме «Теоретико-методологические проблемы исследования социального развития и функционирования социалистического города»
В 1984 году присвоено учёное звание профессора. В 1991 году избран академик АН РБ (1991). в 1999—2004 годах академик-секретарь Отделения социальных наук АН РБ, с 2007 заведующий отделом Института гуманитарных исследований АН РБ.

## Научная деятельность
Ученик Н. А. Аитова.Создатель научной школы в области социологии и социальной философии. Подготовил более 120 докторов и кандидатов наук.
Автор более 500 научных публикаций, в том числе 45 монографий, учебников и учебных пособий. Научные исследования посвящены социологии и социальной философии, в частности изучению проблем развития нации и межнациональных отношений, социальной стратификации и дифференциации общества, разработке теории ценностей, социальной деятельности; анализу диалектики социального научно-технического прогресса и др.
Один из инициаторов создания Академии наук Республики Башкортостан и издания региональной Башкирской энциклопедии.

## Награды
- Почётная грамота Верховного Совета БАССР (1983)
- Медаль "Ветеран труда" (2002)
- Медаль Всемирного курултая (конгресса) башкир
- Заслуженный деятель науки Башкирской АССР (1985)
- Заслуженный работник высшей школы Российской Федерации (2003)
- Орден Салавата Юлаева (2012)[4].
- Серебряная медаль имени Питирима Сорокина «За вклад в науку» (2012)

## Научные труды
- Файзуллин Ф. С. Социологические проблемы города / Под ред. Н. А. Аитова. — Саратов: Изд-во Сарат. ун-та, 1981. — 207 с.
- Файзуллин Ф. С., Сулейманов М. Н., Курлов А. Б. Профессионализация и проблемы совершенствования инженерной подготовки. — М. ; Уфа: Б. и., 1990. — 145 с.
- Вильданов У. С., Файзуллин Ф. С. Методологические проблемы совершенствования системы планирования. — Саратов: Изд-во Сарат. ун-та, 1990. — 175 с. ISBN 5-292-00626-2
- Файзуллин Ф. С., Нигматуллина И. В. Демократизация российского государства. СПб — Уфа: Изд-во УГАТУ, 1994. — 135 с. ISBN 5-86911-030-0
- Файзуллин Ф. С. Социология города / Акад. наук Респ. Башкортостан и др. — СПб. ; Уфа : УЮИ, 1997. — 159 с. ISBN 5-7247-0104-9
- Зарипов А. Я., Файзуллин Ф. С. Этнополитические движения как социальный феномен / М-во образования Рос. Федерации. Уфим. гос. авиац. техн. ун-т. Акад. наук Респ. Башкортостан. — Уфа : Уфим. гос. авиац. техн. ун-т, 2000. — 134 с. ISBN 5-86911-291-5
- Файзуллин Ф. С., Бикташев С. С. Социальная справедливость как принцип регулирования межнациональных отношений / Исполком Всемир. курултая башкир [и др.]. — Уфа : Гилем, 2002. — 161 с. ISBN 5-7501-0283-1
- Файзуллин Ф. С., Неганов Ф. М., Ханов Н. Н. Аксиологическая детерминация. Уфа: Гилем, 2004
- Файзуллин Ф. С., Свириденко А. А. Философия : учеб. пособие для студентов вечер. и заоч. отд-ний вузов / Файзуллин Ф. С. Свириденко А. М. ; М-во образования Респ. Башкортостан, Уфим. гос. авиац. техн. ун-т. — изд. 2-е, доп. — Уфа : РИО РУНМЦ МО РБ, 2004. — 188 с. ISBN 5-94705-056-0
- Файзуллин Ф. С., Асылгужин Р. Р. Этничность и этническая идентичность: монография / Акад. наук Респ. Башкортостан, Отд-ние соц. наук. — Уфа : Гилем, 2005 (Уфа : Гилем). — 141 с. ISBN 5-7501-0584-9
- Файзуллин Ф. С., Файзуллин И. Ф. Безработица и её регулирование: монография / М-во образования Республики Башкортостан, Уфимский гос. авиационный технический ун-т, Акад. наук Республики Башкортостан. — Уфа : РИО РУНМЦ МО РБ, 2006. — 134 с. ISBN 5-94705-123-0
- Файзуллин Ф. С., Марковчина А. В. Социальная стратификация современного российского общества: её критерии и тенденции : монография / М-во образования Респ. Башкортостан, Уфимский гос. авиационный технический ун-т, Акад. наук Респ. Башкортостан. — Уфа : РИО РУМНЦ МО РБ, 2007. — 132 с. ISBN 978-5-94705-133-9
- Бибакова Н. Я., Файзуллин Ф. С. Политология : учебное пособие студентов негуманитарных вузов / М-во образования Респ. Башкортостан, Гос. образовательное учреждение высш. проф. образования «Уфимский гос. авиационный технический ун-т». — Уфа : РИО РУНМЦ МО РБ, 2007. — 227 с. ISBN 978-5-94705-142-1
- Файзуллин Ф. С., Свириденко А. А. Евразийский соблазн — современный взгляд на проблему. — Уфа : РИО РУНМЦ МО РБ, 2008. — 104 с. ISBN 978-5-94705-168-1
- Файзуллин Ф. С., Вильданов У. С., Вильданов Х. С. Гносеологический анализ ценностей и ценностных ориентаций / Российская акад. наук, Уфимский науч. центр, Ин-т социально-экономических исслед., Акад. наук Респ. Башкортостан, Отд-ние социальных и гуманитарных наук. — М. :Наука, 2008. — 291 с. ISBN 978-5-02-035957-4
- Файзуллин Ф. С., Файзуллин Т. Ф. Институционализация ипотеки в России и её регионах / Акад. наук Респ. Башкортостан, Отд-ние социальных наук. — Уфа : Гилем, 2008. — 176 с. ISBN 978-5-7501-0963-0
- Файзуллин Ф. С., Файзуллина А. И. Социальные проблемы кредитования на российском рынке банковских услуг / Акад. наук Респ. Башкортостан, Ин-т гуманитарных исслед., ГОУ ВПО Уфимский гос. авиационный технический ун-т. — Уфа : Гилем, 2008. — 170 с. ISBN 978-5-7501-1002-5
- Файзуллин Ф. С., Ли С. А., Валеева Л. М. Поступление в вуз: проблемы и перспективы / Федеральное агентство по образованию, Гос. образовательное учреждение высш. проф. образования Уфимский гос. авиационный технический ун-т. — Уфа : Уфимский гос. авиационный технический ун-т, 2008. — 31 с. ISBN 5-86911-680-5
- Файзуллин Ф. С., Тимирова Л. Н. Социальные проблемы воспроизводства национальной научно-технической интеллигенции. — Уфа: Гилем, 2009
- Файзуллин Ф. С., Зарипов А. Я., Асылгужин Р. Р. Этническое сознание и этническая идентичность / Акад. наук Республики Башкортостан, ГОУ ВПО «Уфимский гос. авиационный технический ун-т», Центр социальных и политический исслед. АН РБ. — Уфа : Гилем, 2009. — 249 с. ISBN 978-5-7501-1023-0
- Файзуллин Ф. С., Тимирова Л. Н. Социальные проблемы воспроизводства национальной научно-технический интеллигенции / Акад. наук Республики Башкортостан, Ин-т гуманитарных исследований, ГОУ ВПО Уфимский гос. авиационный технический ун-т. — Уфа: Гилем, 2009. — 173 с. ISBN 978-5-7501-1075-9
- Файзуллин Ф. С., Яппарова Р. Р. Социальные различия в качестве жизни населения крупного города. — Уфа: Гилем, 2010. — 153 с.
- Кожевникова Ю. А., Файзуллин Ф. С. Основы философского знания: учебное пособие для студентов всех форм обучения, обучающихся по всем направлениям и специальностям / Федеральное агентство по образованию, Гос. образовательное учреждение высш. проф. образования Уфимский гос. авиационный технический ун-т. — Уфа : УГАТУ, 2010. — 370 с. ISBN 978-5-4221-0012-5
- Файзуллин Ф. С. Проблемы социальной справедливости в полиэтническом регионе: монография / М-во образования Респ. Башкортостан, Акад. наук Респ. Башкортостан, Ин-т гуманитарных исслед., ГОУ ВПО Уфимский гос. авиационный технический ун-т. — Уфа : Изд-во РИО РУНМЦ МО РБ, 2010. — 132 с. ISBN 978-5-94705-221-3
- Файзуллин Ф. С. Социальная справедливость и пути её реализации в национальной политике / М-во образования Республики Башкортостан, Акад. наук Республики Башкортостан, Ин-т гуманитарных исслед., ГОУ ВПО «Уфимский гос. авиационный технический ун-т». — Уфа : Гилем, 2011. — 251 с. ISBN 978-5-7501-1248-7
- Файзуллин Ф. С., Зарипов А. Я. Этнос как субъект общественных отношений / Акад. наук Республики Башкортостан, Отд-ние социально-экономических наук, ГОУ ВПО Уфимский гос. авиационный технический ун-т. — Уфа : Гилем, 2013. — 326 с. ISBN 978-5-88185-138-5
- Файзуллин Ф. С., Шафиков М. Т., Тимирова Л. Н., Файзуллин Т. Ф Научно-образовательный потенциал региона — Уфа: ЗАО «Ак Идель Пресс», 2014. — 153 с. ISBN 978-5-91912-010-0
- Лязина Ю. А., Файзуллин Ф. С. Философия: вводный курс: учебное пособие для студентов высших учебных заведений, обучающихся по направлениям подготовки: 160700.65 — «Проектирование авиационных и ракетных двигателей»; 210701.65 — «Инфокоммуникационные технологии и системы специальной связи»; 160100 — «Авиастроение»; 220402.65 — «Специальные организационно-технические системы»; 220700 — «Автоматизация технологических процессов и производств»; 280705.65 — «Пожарная безопасность»; 080101.65 — «Экономическая безопасность»; 010400.62 — «Прикладная математика и информатика»; 140100 — «Теплоэнергетика и теплотехника»; 150700 — «Машиностроение» / М-во образования и науки Российской Федерации, Федеральное гос. бюджетное образовательное учреждение высш. проф. образования «Уфимский гос. авиационный технический ун-т». — Уфа : УГАТУ, 2015. — 373 с. ISBN 978-5-4221-0651-6 : 1000 экз.
- Файзуллин Ф. С., Шафиков М. Т., Зарипов А. Я., Неганов Ф. М. Философия: основной курс : учебник для студентов высших учебных заведений, обучающихся по направлениям подготовки: 09.05.01 — «Применение и эксплуатации автоматизированных систем специального назначения», 10.05.05. — «Безопасность ИТ в правоохранительной сфере», 11.05.04 — «Инфокоммуникационные технологии», 15.05.01 — «Проектирование технологических машин и комплексов», 20.05.01 — «Пожарная безопасность», 24.05.02 — «Проектирование АРД», 24.05.06-«Системы управления летательными аппаратами», 27.05.01 — «Специальные организационно-технические системы» / М-во образования и науки Российской Федерации, Федеральное гос. бюджетное образовательное учреждение высш. проф. образования «Уфимский гос. авиационный техн. ун-т». Уфа : Уфимский гос. авиационный техн. ун-т, 2015. — 349 с.; 21 см; ISBN 978-5-4221-0767-4, 1000 экз.
- Якупов М. Т., Нуриев Д. А., Файзуллин Ф. С. Концепции социальной философии ислама: от средних веков до современности: монография / М-во образования и науки Российской Федерации, Федеральное гос. бюджетное образовательное учреждение высш. проф. образования «Уфимский гос. авиационный технический ун-т». — Уфа : Уфимский гос. авиационный технический ун-т, 2016. — 198 с. ISBN 978-5-4221-0854-1, 550 экз.